# Cee-Lo Green... Is the Soul Machine
Albums de Cee-Lo Green
Cee-Lo Green and His Perfect Imperfections
(2002) The Lady Killer
(2010)
Cee-Lo Green... Is the Soul Machine est un album de Cee-Lo Green, sorti en 2004.

## L'album
Il fait partie des 1001 albums qu'il faut avoir écoutés dans sa vie. 

### Titres
1. Intro (0:23)
2. Soul Machine (Traxx) (1:40)
3. The Art of Noise (avec Pharrell) (The Neptunes) (3:46)
4. Living Again (Thomas Callaway) (3:37)
5. I'll Be Around (avec Timbaland) (Timbaland) (3:41)
6. The One (avec Jazze Pha et T.I.) (Jazze Pha) (4:43)
7. My Kind of People (avec Jazze Pha et Menta Malone) (Thomas Callaway) (3:54)
8. Childz Play (avec Ludacris) (Organized Noize) (3:54)
9. I Am Selling Soul (Thomas Callaway) (4:16)
10. All Day Love Affair (Traxx) (4:12)
11. Evening Newz (avec Chazzie et Sir Cognac The Conversation) (DJ Premier) (4:12)
12. Scrap Metal (avec Big Rube et G-Rock) (Organized Noize) (4:40)
13. Glockappella (Thomas Callaway) (5:21)
14. When We Were Friends (Thomas Callaway, Charles Pettaway) (3:43)
15. Sometimes (Locsmif) (5:04)
16. Let's Stay Together (avec Pharrell) (The Neptunes) (3:54)
17. Die Trying (Thomas Callaway) (4:05)
18. What Don't You Do? (0:20)

### Musiciens
- Gaelle Adisson, Tori Alamaze, Calaway Sisters, Chimere, Good Time Guys & Girls, Jocasta, Nivea, Timbaland : chorale
- Ben H. Allen : basse, guitare
- Big Rube, Pharrell Williams : voix
- Jimmy Brown, Russell Gunn : cor d'harmonie
- Sleepy Brown, Ced Williams : claviers
- Thomas Callaway : batterie
- Aaron Clay, Aaron Mills : basse
- DJ Base : programmation boîte à rythme
- Jazze Pha, Leon The Locksmif, Organized Noize : programmation boîte à rythme, chorale
- Ken Ford, Dave Robbins : cordes
- Mike Hartnett, Claybourne Lewis, Charles Pettaway : guitare
- James Young : congas

## Charts
| Chart (2004)                | Place classement |
| --------------------------- | ---------------- |
| U.S. Billboard 200          | 13               |
| U.S. Top R&B/Hip Hop Albums | 2                |